# 徳田いずみ
徳田 いずみ（とくだ いずみ、1982年9月26日 - ）は、東京都出身の女性ファッションモデル。ナウファッションエージェンシー→イデア(2009年4月より）所属。

## 略歴
高校時代は介護福祉士を目指していたが、19歳の時、東京コレクション出演をきっかけにモデルデビュー。2005年から2008年まで3年間、ファッション誌「PINKY」の専属モデルとして活躍。2008年にはパリコレデビューを果たしている。

## 人物
- 長所：世話焼き、素直、ポジティブ
- 短所：飽きっぽい、細かい、たまに毒舌
- 口ぐせ：～じゃない？、～マジで？、そうなの？
- 将来の夢：海か山のそばに大きな家を買って、家族みんなで暮らすこと
- アート好き。エッシャー展へも行ったことがある。
- カラオケの十八番は中島みゆき。
- PINKY時代の同僚だった木下ココや井上奈美、佐藤幸子とは今でも仲良しとのこと[3][4]。

## 出演

### 雑誌
- PINKY（集英社）専属モデル
- BAILA
- PS
- smart
- Begin
- ケイコとマナブ
- IKKOウェディング

### CM
- 集英社「PINKY」
- 資生堂「水分ヘアパック」
- DELL